# Metehan Başar
Metehan Başar (Adapazarı, 19 febbraio 1991) è un lottatore turco, specializzato nella lotta greco-romana.

## Palmarès
- Mondiali

Parigi 2017: oro negli 85 kg.
Budapest 2018: oro negli 87 kg.
- Europei

Novi Sad 2017: argento negli 85 kg.
- Giochi europei

Baku 2015: bronzo negli 85 kg.
- Giochi del Mediterraneo

Tarragona 2018: oro negli 87 kg.